# Hélices contrarotatives
 (janvier 2016).

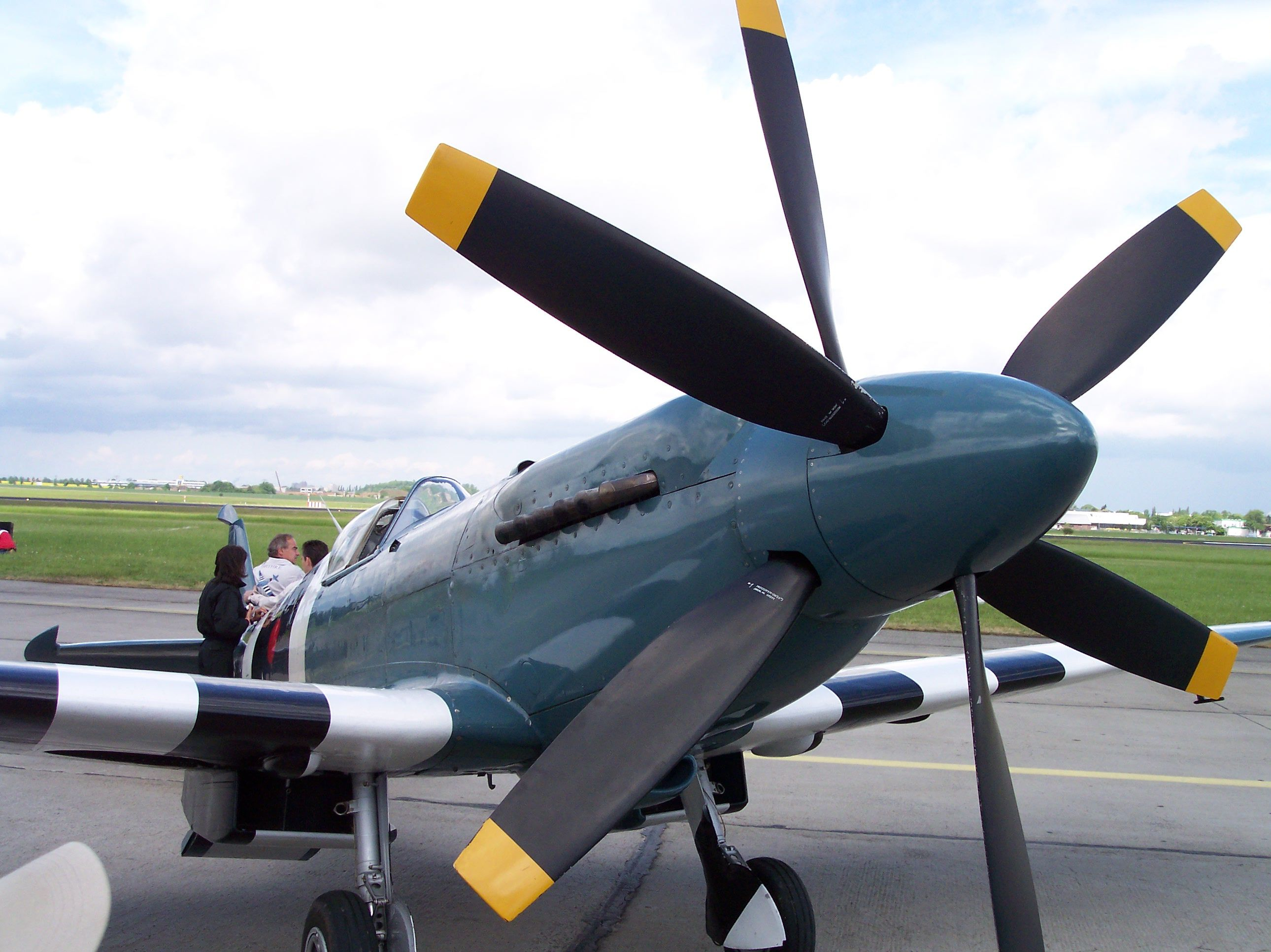
Hélices contrarotatives sur un Spitfire Mk. XIX.

Une hélice contrarotative, ou hélice à contra-rotation, désigne un cas particulier d'hélice utilisée sur certains avions, navires et torpilles. Elle comprend deux hélices, placées l'une derrière l'autre dans l'axe et tournant en sens contraire.

## Aéronautique

### Principe

Animation du fonctionnement de deux hélices contrarotatives.

Les hélices contrarotatives se trouvent par couples ou par doublets. Ce sont deux hélices coaxiales, entraînées par le même moteur, ou par deux moteurs différents (Bristol « Brabazon »), dont l'une tourne à droite et l'autre à gauche.
Elles sont destinées à transmettre de grandes puissances moteur sans que les extrémités de pales n'atteignent la vitesse du son dans le cas des avions, ce qui dégraderait considérablement le rendement des pales.

#### Avantage et inconvénients
- Possibilité de passer une plus grande puissance avec le même diamètre d'hélice.
- Suppression du couple de renversement de l'avion autour de son axe de roulis. Ce couple pose un problème, surtout au décollage, pour des monomoteurs à hélice très puissants.
- Amélioration du rendement propulsif, le flux hélicoïdal de la première hélice étant redressé par la seconde.
- L'inconvénient majeur des hélices contrarotatives est la complexité de la transmission : réducteurs, arbres, boîtes de transmission ; le coût ; le poids ; et la fragilité de l'ensemble. Ce principe augmente le bruit émis, ce qui a un effet sur la discrétion de l'aéronef.

Cette formule est le chant du cygne de la propulsion par moteur à pistons. Des avions à turbopropulseurs, tel le Tupolev Tu-95 les utilisent encore pour leur excellent rendement.

### Avions et hélicoptères à hélices contrarotatives

#### Italie
Le très sophistiqué hydravion de course AerMacchi MC72 propulsé par un moteur Fiat 24 cylindres (en fait deux V12 couplés en tandem), dû à l'ingénieur Tranquillo Zerbi , qui battit le record mondial de vitesse avec Francesco Agello aux commandes à la fin des années 1930 était ainsi équipé pour éliminer le couple parasite de rotation, potentiellement très dangereux sur ce type d'appareil.

#### Royaume-Uni
- Utilisant le moteur Griffon 85 de 2 400 ch : Spitfire Mk XXII, Seafire Mk 47
- Utilisant 4 moteurs Griffon 57 de 1 960 ch : Avro Shackleton
- Utilisant un moteur (Bristol Centaurus) pour chaque hélice : Bristol Brabazon
- Utilisant un turbopropulseur : Westland, Wyvern

#### Ukraine
- Antonov An-70 un avion de transport quadrimoteur.

#### Union soviétique
- Utilisant le turbopropulseur Kouznetsov NK-12 : Antonov An-22, Tupolev Tu-95, Tupolev Tu-114, A-90 Orlyonok
- Hélicoptères Kamov (militaires) : Ka-20 (en), Ka-25, Ka-27, Ka-28, Ka-29 & Ka-31, Ka-50
- Hélicoptères Kamov (civils) : Ka-8 (en), Ka-10, Ka-15, Ka-18, Ka-26, Ka-32

#### Russie
- Utilisant le turbopropulseur Ivtchenko Progress D-27
- Hélicoptères Kamov (militaires) : Ka-50 et Ka-52, Ka-60, Ka-226
- Hélicoptères Kamov (civils) : Ka-62, Ka-115 (en)

#### France
- Utilisant le moteur Hispano-Suiza HS 12Z Ars 15/16 : Arsenal VB-10

#### IIIeReich
- Utilisant 2 moteurs Daimler-Benz DB 603 A-2 : Dornier Do 335 Pfeil

### Autre système
Sur le quadrimoteur Airbus A400M Atlas, le sens de rotation des hélices des deux moteurs de chaque demi-aile est inversé. Ce concept est appelé DBE (pour « Down Between Engines »).

## Domaine maritime

### Applications

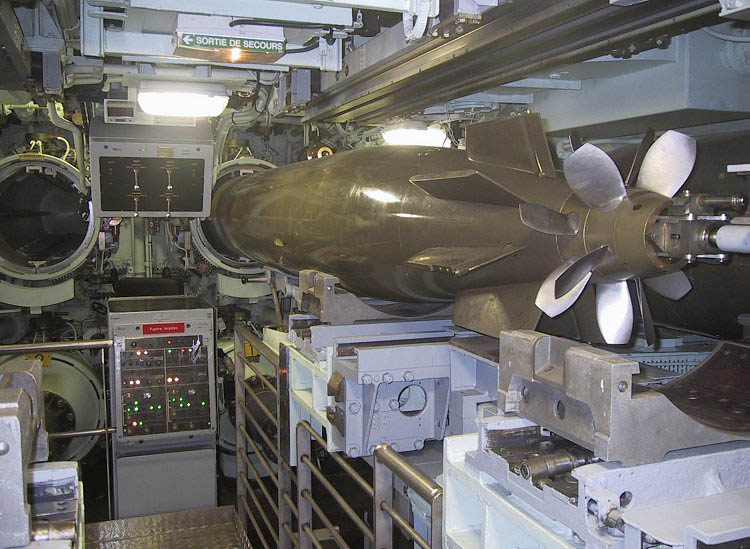
Une torpille DTCN L5 du sous-marin nucléaire Le Redoutable et ses hélices à contra-rotation.

Les hélices contrarotatives (en anglais : CRP pour « Contra-Rotating Propeller ») sont utilisées principalement sur les torpilles, bien que quelques essais aient été effectués sur des navires en taille réelle. Le principe est d'utiliser deux hélices montées sur deux arbres coaxiaux ; l'hélice avant se trouve sur l'arbre extérieur et l'hélice arrière sur l'arbre intérieur. En général, les deux hélices n'auront ni le même diamètre ni la même vitesse de rotation[pourquoi ?]. Elles sont quelquefois montées sur des moteurs hors-bord puissants pour vedettes rapides (plaisance).
Le principal promoteur de cette formule (depuis 1982) sur les bateaux de plaisance est la firme Volvo Penta (Appellation commerciale dénommée Duo-Prop -pour Propeller, Hélice-), qui met en exergue les avantages de la formule : Possibilité de passer plus de puissance à travers une transmission type "Z drive" et meilleure stabilité directionnelle par élimination des couples parasites.
Toutefois, Vovo-Penta n'est pas l'inventeur de cette application , les bateaux d'assaut explosifs Italiens MTM de la Seconde Guerre mondiale étaient déjà équipés de ce genre de transmission pour donner quelques (minces) chances de survie au pilote, qui s'éjectait à une certaine distance de la cible, et son embarcation devait continuer en ligne droite vers le navire attaqué.
Les avantages des hélices contrarotatives incluent la possibilité de récupérer une partie de l'énergie de rotation perdue par l'hélice avant, d'où une meilleure efficacité globale ; la possibilité d'utiliser une plus faible vitesse de rotation pour le même diamètre qu'avec une hélice classique (ou la même vitesse de rotation pour un plus faible diamètre) ; une plus faible charge par pale, ce qui permet de réduire la cavitation et le bruit associé. Cela explique l'application très courante sur les torpilles, qui ont besoin d'une vitesse élevée. De plus, ces hélices permettent de compenser en partie le moment de roulis, qui serait induit par une seule hélice, et est très fort sur une torpille.
Sur un navire de commerce en revanche, les complications mécaniques et les coûts d'entretien sont trop élevés pour pouvoir adopter ce système. Certains navires de construction offshore utilisent néanmoins cette technologie.

### Source
- Kenneth Rawson et Eric Tupper, Basic Ship Theory [détail des éditions].